# Утка (приток Удая)
Утка (укр. Утка) — левый приток реки Удая, протекающий по Прилукскому району (Черниговская область).

## География
Длина — 22, 20 км. Площадь водосборного бассейна — 92,1 км². Русло реки (отметки уреза воды) в верхнем течении (севернее села Сокиринцы) находится на высоте 132,3 м над уровнем моря.
Река берет начало восточнее села Васьковцы. Река течёт на юго-запад. Впадает в реку Удай (на 194-м км от её устья) севернее села Лыски.
Русло слабоизвилистое. В нижнем течении пересыхает (урочище Большой Мочер), из-за созданного выше по течению пруда (село Охиньки). На реке создано несколько прудов.
Пойма занята лесополосами (верхнее течение), заболоченными участками и лугами, частично лесами. На правом берегу между сёлами Сокиринцы и Калюжницы расположен парк-памятник садово-паркового искусства общегосударственного значения Сокиринский парк, площадью 40 га, который является частью Сокиринского архитектурно-паркового комплекса; на левом берегу — урочище Парк Галагана.

## Притоки
Множество безымянных ручьёв.

## Населённые пункты
Населённые пункты на реке (от истока к устью):
1. Сокиринцы
2. Калюжинцы
3. Пручаи
4. Охиньки